# Thier
Thier is een stadsdeel van Wipperfürth in de Oberbergischer Kreis in het Rijnland in Noordrijn-Westfalen in Duitsland. Er wonen 1646 mensen in Thier (2004).

Thier ligt aan de Uerdinger Linie, in het traditionele gebied van het Ripuarisch dialect.